# 소련의 우주견
소련의 우주견에 관한 내용이다.

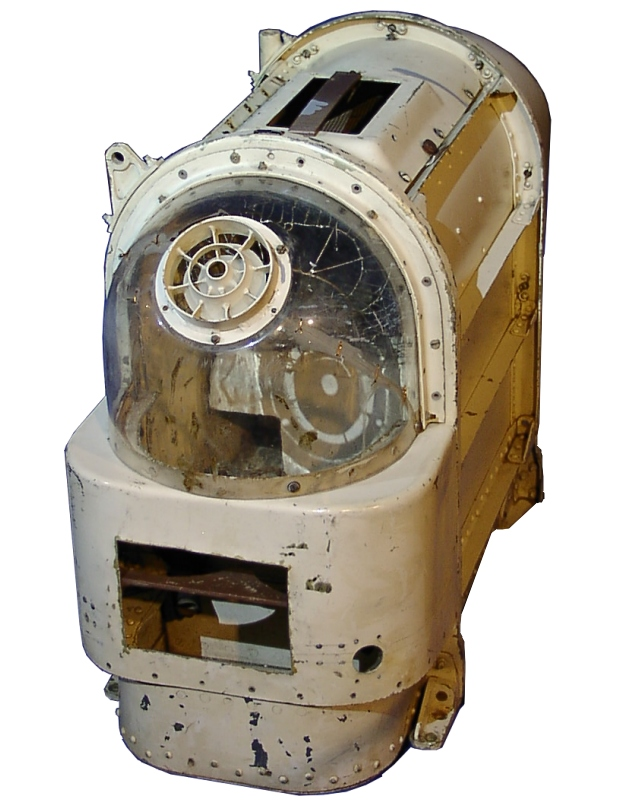
준궤도 및 궤도 우주 비행에 사용되는 원래 소련 우주견 환경 제어 안전 모듈

1950년대와 1960년대 소련 우주 프로그램에서는 인간의 우주 비행이 가능한지 여부를 결정하기 위해 준궤도 및 궤도 우주 비행에 개를 사용했다. 지구 궤도를 도는 최초의 동물인 라이카 (개)를 포함한 이 개들은 우주에서 인간의 생존에 필요한 정보를 제공하기 위해 수술적으로 변형되었다. 소련 우주 프로그램에서는 우주복과의 해부학적 호환성으로 인해 일반적으로 암컷 개를 사용했다. 마찬가지로, 그들은 명백한 강인함 때문에 혼합 품종의 개를 사용했다.
이 기간 동안 소련은 최소 57마리의 개를 수용할 수 있는 승객 슬롯을 갖춘 임무를 시작했다. 일부 개는 두 번 이상 날아갔다. 대부분은 살아 남았다. 테스트 파라미터에 따르면 사망한 개체들은 대부분 기술적인 실패로 인해 소실되었다. 라이카는 예외였으며 1957년 11월 3일 스푸트니크 2호가 지구 궤도를 선회하는 동안 사망할 것으로 예상되었다.

## 같이 보기
- 우주 실험 동물
- 펠리세트
- 스푸트니크 계획
- 보스호트 계획